# Blakiella
Blakiella é um género botânico pertencente à família Asteraceae.